# Strada Statale 114 Orientale Sicula
Die SS 114 Orientale Sicula ist eine der wichtigsten und längsten Staatsstraßen auf Sizilien. Sie verläuft entlang der Ostküste der Insel (daher der Beiname) und verbindet Messina im Norden über Catania mit Syrakus im Süden. Teile der insgesamt 154 Kilometer langen Verkehrsachse sind autobahnähnlich ausgebaut und fallen mit der Europastraße 45 zusammen. Weitgehend parallel zur SS 114 verläuft die Autobahn A 18. Zu den Touristenattraktionen entlang der SS 114 zählen der weithin sichtbare Vulkan Ätna und der bekannte Touristenort Taormina.

## Weblinks

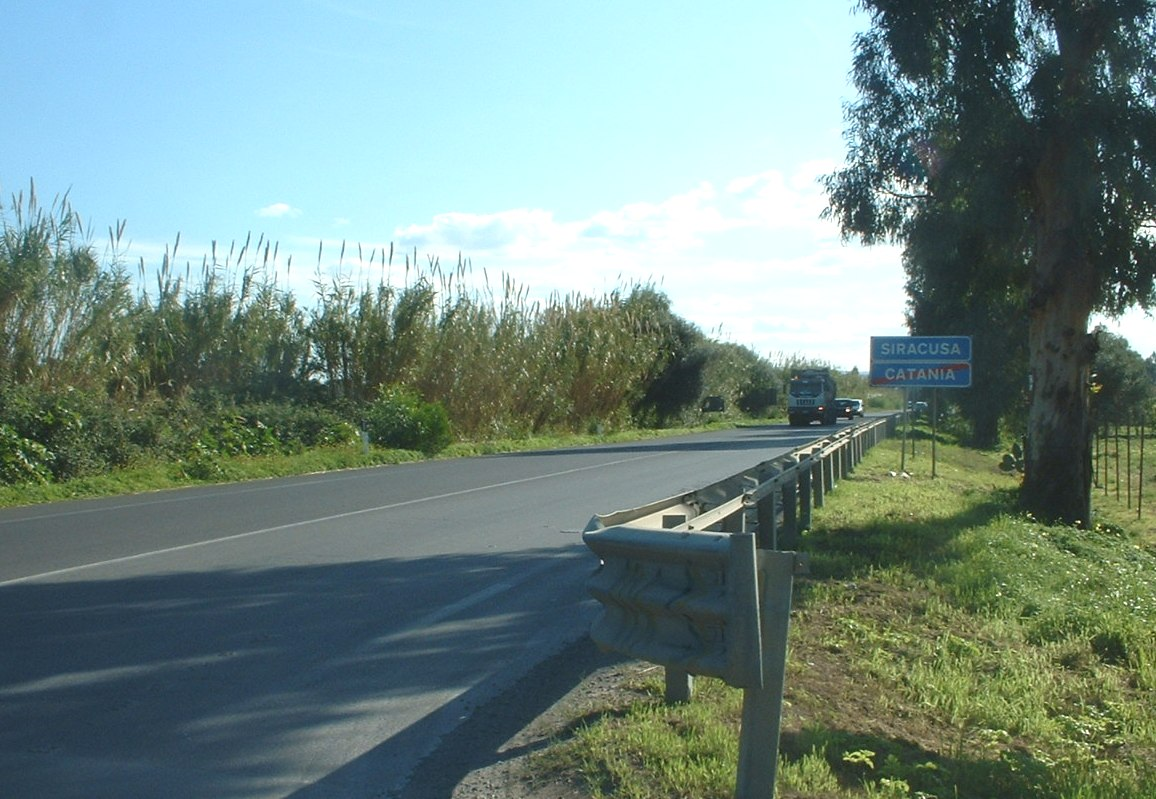
Die SS 114 an der Grenze der Provinzen Catania und Syrakus